# Pardavi Károly
Pardavi Károly (Győr, 1957. május 18. –) labdarúgó, hátvéd.

## Pályafutása
1967-ben az ETO-ban kezdett futballozni. A Rába ETO csapatában mutatkozott az élvonalban 1975. november 15-én a Videoton ellen, ahol csapata 2–0-ra kikapott. 1975 és 1982 között 113 bajnoki mérkőzésen szerepelt győri színekben és három gólt szerzett. Egy-egy alkalommal bajnok és magyar kupa-győztes lett a csapattal.
1982 és 1989 között a Siófoki Bányász csapatában szerepelt, ahol 1984-ben magyar kupa-győztes lett. Utolsó mérkőzésen a Rába ETO együttesétől 5–2-re kapott ki csapata.

## Sikerei, díjai
- Magyar bajnokság
  - bajnok: 1981–82
- Magyar kupa (MNK)
  - győztes: 1979, 1984